# Aptasvare fjällurskog
Aptasvare fjällurskog är ett naturreservat i Kiruna kommun som sträcker sig från Kiruna flygplats i väster till ungefär tre kilometer från Svappavaara. Naturreservatet täcker en areal på 13 938 hektar.